# Misumena samlandica
Misumena samlandica es una especie extinta de araña del género Misumena, familia Thomisidae.